# Chaco sanjuanina
Chaco sanjuanina is een spinnensoort in de taxonomische indeling van de bruine klapdeurspinnen (Nemesiidae).
Chaco sanjuanina werd in 1995 beschreven door Goloboff.